# Высокогорный оахака чонтал
Высокогорный оахака чонтал (верхне-чонтальский) — язык семьи хока, распространённый в штате Оахака, Мексика, в его горной местности. Является одним из трёх языков текистлатекской семьи. В текистлатекскую семью также входит нижний оахака чонтал и мёртвый текистлатекский язык. Эту языковую семью иногда относят к теоретической хоканской семье, однако чаще выделяют как отдельную. Верхний и нижний чонтальские языки сильно различаются, поэтому жители гор и равнин общаются между собой на испанском языке.

## Социолингвистические сведения
В штате Оахака существует два языка чонтал: верхний (высокогорный) и нижний, тем не менее они взаимно непонятны, и носители этих двух языков используют испанский язык, чтобы общаться между собой. Носителем верхне-чонтальского языка является группа индейцев чонтал, проживающая в горных поселениях штата Оахака, Мексика. Всего насчитывается 19 таких поселений с населением около 7500 человек.
В основном на верхне-чонтальском говорит только пожилое население, потому что детей учат испанскому языку, и уже в более зрелом возрасте они могут освоить верхне-чонтальский для общения со взрослыми. Таким образом, горное население штата Оахака говорит либо на испанском, либо на верхне-чонтальском языках, но при этом ни один из них они не осваивают до конца.

## Типологическая характеристика

### Тип (степень свободы) выражения грамматических значений
Высокогорный оахака чонтал — синтетический язык. Он использует аффиксальный способ выражения грамматических значений, то есть грамматические категории выражаются через добавление аффиксов к основе слова:
- in 'one-who' → in-špay-k'

one.who-scare-PRS
'one who scares'
- a 'someone-who' → a-def'-gi-yáˀ

someone.who-carry-PASS-PRS.CONT
'someone being carried'

### Характер границы между морфемами
Высокогорный оахака чонтал относится к агглютинативным языкам, потому что он имеет множество морфем, которые могут объединяться в одно слово, чтобы выразить целую фразу или предложение. Это позволяет языку быть очень экономичным в использовании слов и одновременно богатым в выражении смысла. Кроме того, высокогорный оахака чонтал имеет сложную систему аффиксации, которая позволяет создавать новые слова и изменять значения уже существующих слов.
ay-gwa-ba
SG1-say-PERF
'I said'

### Локус маркирования
В посессивной именной группе вершинное маркирование:
l-i-ha gišik
ART-POSS.SG3-water meat
'the-its-water meat' ('meat broth')
В предикации сохраняется вершинное маркирование:
gál-šans l-i-cíki e-bíˀi-ø-ba ø-géšku
ART-man ART-POSS.SG3-dog SG3-give.to.him-it-PERF POSS.SG3-tortilla
'the-man' 'the-his-dog' 'he-gave-it-to-him' 'his-tortilla'
'The man gave his dog a tortilla.'

### Тип ролевой кодировки
В верхне-чонтальском нулевая ролевая кодировка. Агенс и пациенс грамматически выражаются при помощи глагольных аффиксов как в переходных, так и в непереходных конструкциях.
Непереходная конструкция:
e-fol-úma buláf’ka gal-šáns
PL3-gather.together-DUR all ART.PL-man
'All the men gathered together.'
Переходная конструкция:
íyaˀ la-štáfk-ø-e
me OBJ.SG1-it.make.sick-CONT-TRANS
'It makes me sick.' ('I am sick.')

### Базовый порядок слов
Базовый порядок слов в верхне-чонтальском VSO или, реже, SVO
SVO:
iyáɳk' almak'éba líha gišík
SUBJ TR.PRED OBJ
'we' 'we-cooked-it' 'the-its-water meat'
'We cooked meat broth.'
VSO:
efolúma buláf’ka galšáns
INTR.PRED SUBJ
'they-gathered-together' 'all the-man'
'All the men gathered together.'

## Фонология

### Согласные
|         |             | Боковые | Боковые | Боковые | Средние | Средние | Средние |
| ------- | ----------- | ------- | ------- | ------- | ------- | ------- | ------- |
| Глухие  | Шумные      | p       | t, c    | č       | k       |         |         |
| Глухие  | Глоттальные | f'      | c'      | č'      | k'      | ˀ       | l'      |
| Глухие  | Континуанты | f       | s, N    | š       | W       | h       | l       |
| Звонкие | Шумные      | b       | d       |         |         |         |         |
| Звонкие | Континуанты | m       | n       | y       | ɳ, w    |         | l       |

Аллофоны согласных:
- /k/ (k), (kh)
- /N/ (M), (N), (Ñ), (N,)

Кроме того, в заимствованиях из испанского используются /b/, /d/, /ř/.

### Гласные
|         | Передние | Средние | Задние |
| ------- | -------- | ------- | ------ |
| Верхние | i        |         | u      |
| Средние | e        |         | o      |
| Нижние  |          | a       |        |

## Лексика
Поселения индейцев чонтал дважды подвергались нападениям: сначала со стороны ацтеков, затем — испанцев. В связи с этим верхне-чонтальский изобилует заимствованиями из этих языков. При этом из диалектов сапотеков, которые окружают территорию Оахаки, заимствований не наблюдается.

## Морфология

### Глагол
Непереходные глаголы выражают действие, не направленное на какой-либо объект: dí-ˀwa 'he-walks'. Переходные же глаголы имею аффиксы, показывающие объекта и субъекта действия.
Глагольная основа состоит из корня и модифицирующего и/или меняющего переходность деривационного аффикса.
Модифицирующие аффиксы меняют значение слова, не меняя переходности. Выделяют модифицирующие аффиксы 1-го, 2-го и 3-го порядка в зависимости их расположения относительно корня:
| 1-го порядка | 2-го порядка | 3-го порядка                |
| --- | --- | --------------------------- |
| cay 'thoroughly' ci 'into, together' co 'all-around' cu 'against' cuf 'with, accompanying' fay 'into f', af' 'up' f’e 'to, toward' f’i 'on-top-of' go 'around' guf, ɳuf 'out-of' ˀni 'down, away' in, i 'to, toward, edge ke 'over, off' k’ay 'in-the-midst-of' lay, le, lo 'over-and-over' mo, ˀmo 'at, to' nay 'back' nuf 'draw-toward' way, wo 'erect, down-on' yo 'very much' | fi 'upon, on' gay, ɳay, go 'facing' ˀme 'ahead' ˀmi 'put-in' h, he, ga, gi, ɳa, ɳe, ɳi 'process' k’o 'inside' may, mo 'inside, settle' | l, le, li, le, lay 'plural' |

Меняющие переходность аффиксы:
- Меняющие на переходность: ˀa, c’e, e, go, ˀe, ˀne, k’e, l'e (ma-ˀa 'to kill')[4]
- Меняющие на двупереходность: ˀe, ˀi, k’e, k’i, l'i (šaˀwe-ˀe 'to-ask-on-behalf-of)[4]

### Имя существительное
Выделяют два типа основ существительных по способу образования:
- образованные аффиксально:

in-špay-k'
one.who-scare-PRS
'one who scares'
- сложные основы:

inu-gaha
'hot-water' ('coffee')
К тому же, основы существительных делят на 4 класса:
- основы существительных I класса начинаются с согласного и могут использоваться в свободной форме; им приписаны префиксы gal- (gal-námos 'the-robber') и al- (al-banáˀ 'the-river')
- основы существительных II класса начинаются с согласного и не могут использоваться в свободной форме; префиксы la- (la-dáygiˀ 'the-word') и la- (la-ˀáyiˀ 'the-father')
- основы существительных III класса начинаются с гласного и могут использоваться в свободной форме; префиксы l- (líha-ˀmal 'the-mescal') и l- (l-áynu 'the-alligator')
- основы существительных IV класса начинаются с гласного и ограничены в использовании в свободной форме; префиксы l- (l-aynagáˀ 'the-cornfield') и l- (l-eɳóne 'the-knee')[4]

### Местоимение
В верхне-чонтальском есть только 2 местоименных корня, iyáˀ 'я' и imáˀ 'ты' (Sg). Множественное число получается при помощи морфемы -ɳk', причем /ˀ/ при этом исчезает.

## Список сокращений
SUBJ — subject (субъект действия)
RECIP — recipient (реципиент/адресат действия)
DITR.PRED — ditransitive predicate (двутранзитивный предикат)
INTR.PRED — intransitive predicate (непереходный глагол)
TR.PRED — transitive predicate (транзитивный предикат)
OBJ — object (объект действия)
VSO (SVO) — 'Verb-Subject-Object' (Глагол-Субъект-Объект)
SG — singular (единственное число)
PL — plural (множественное число)
PRS — present tense (настоящее время)
PERF — perfect tense (перфект)
PASS — passive voice (пассивный залог)
CONT — continuative (продолжительный характер действия)
CAUS — causative (каузатив)
1, 2, 3 — первое, второе и третье лицо соответственно
POSS — possessive (посессив)
ART — article (артикль)
DUR — durative (продолжительный характер действия)
TRANS — transitivizer morpheme (морфема, с помощью которой непереходный глагол заменяют на переходный)